# Earlington
Earlington – miasto w Stanach Zjednoczonych, w stanie Kentucky, w hrabstwie Hopkins.